# Conopobathra
Conopobathra là một chi bướm đêm thuộc họ Gracillariidae.

## Các loài
- Conopobathra carbunculata (Meyrick, 1912)
- Conopobathra geraea Vári, 1961
- Conopobathra gravissima  (Meyrick, 1912)
- Conopobathra plethorhabda Vári, 1961